# Jiří Daler
Jiří Daler   (Brno, 8 de març de 1940) és un ciclista txecoslovac, d'origen txec, ja retirat, que va fou professional entre 1969 i 1970. Es dedicà al ciclisme en pista.
El 1964, com a ciclista amateur, va prendre part en els Jocs Olímpics de Tòquio, en què guanyà una medalla d'or en la prova de persecució individual, per davant Giorgio Ursi i Preben Isaksson. En aquests mateixos Jocs va participar en les proves de ruta individual i persecució per equips sense sort. El 1968 tornà a repetir experiència olímpica als Jocs Olímpics de Ciutat de Mèxic, però aquesta vegada quedà eliminat en les dues proves en què participà en les rondes preliminars.

## Palmarès
- 1964
  -  Medalla d'or als Jocs Olímpics de Tòquio en persecució individual
  -  Medalla de bronze al Campionat del Món de ciclisme en pista en persecució
- 1965
  -  Medalla de bronze al Campionat del Món de ciclisme en pista en persecució per equips
- 1966
  -  Medalla de plata al Campionat del Món de ciclisme en pista en persecució
- 1967
  -  Medalla de bronze al Campionat del Món de ciclisme en pista en persecució